# Perkussionslaut
Als Perkussionslaut wird ein Instrumentallaut einiger Vogelarten bezeichnet. 
Der Begriff leitet sich von dem lateinischen percutere, „schlagen“ ab und ist aus dem Zusammenhang der Perkussionsinstrumente in der Musik bekannt. Perkussionslaute werden meist durch Schlagen mit dem Schnabel auf eine klingende Oberfläche, wie morsche Äste (sogenannte Klangäste), Totholz, hohle Stämme, aber auch Dachbleche und hohl klingende Fassaden erzeugt. Der bekannteste Perkussionslaut ist das unterschiedliche Trommeln der verschiedenen Spechte. Der Perkussionslaut steht im Zusammenhang mit Nahrungssuche und Höhlenbau, dient aber auch der Revierabgrenzung und Partnersuche. Ein weiterer – deutlich leiserer – Perkussionslaut, der in mitteleuropäischen Wäldern zu hören ist, ist der des Kleibers, den dieser bei der Nahrungssuche erzeugt.
Klangfarbe und Tonhöhe des Perkussionslautes hängen von den Eigenschaften des Materials ab, auf das geschlagen wird, Tempo und rhythmische Eigenschaften von der Vogelart. Die Lautstärke ergibt sich aus dem Zusammenwirken von Schlagkraft des Vogels und den jeweiligen Eigenschaften des Materials. 